# Grabówka (dopływ Opatówki)
Grabówka – potok, prawy dopływ Opatówki o długości 6,96 km. 
Płynie przez Wyżynę Opatowską, w województwie świętokrzyskim. Źródło Grabówki znajduje się w okolicy wsi Jałowęsy, na wysokości 297 m n.p.m. Potok przepływa następnie przez Tomaszów, a do Opatówki uchodzi na pograniczu Opatowa i Zochcinka w okolicach zalewu, na wysokości 215,6 m n.p.m.